# Ratmolen
De Ratmolen of Waterrat is een watermolen op de Molenbeek-Ter Erpenbeek in Aaigem, een dorp in de Belgische provincie Oost-Vlaanderen.

## Geschiedenis
De molen werd opgetrokken voor 1556. Vroeger werd hij gebruikt als koren- en oliemolen maar tegenwoordig nog enkel als korenmolen. In 1994 werd de molen beschermd als monument en de omgeving werd als dorpsgezicht beschermd. In 2021 raakte bekend dat de molen volledig gerestaureerd wordt en opnieuw gebruiksklaar gemaakt wordt . In 2024 werd er Atelier in beeld gehouden door Jan Scheirs.

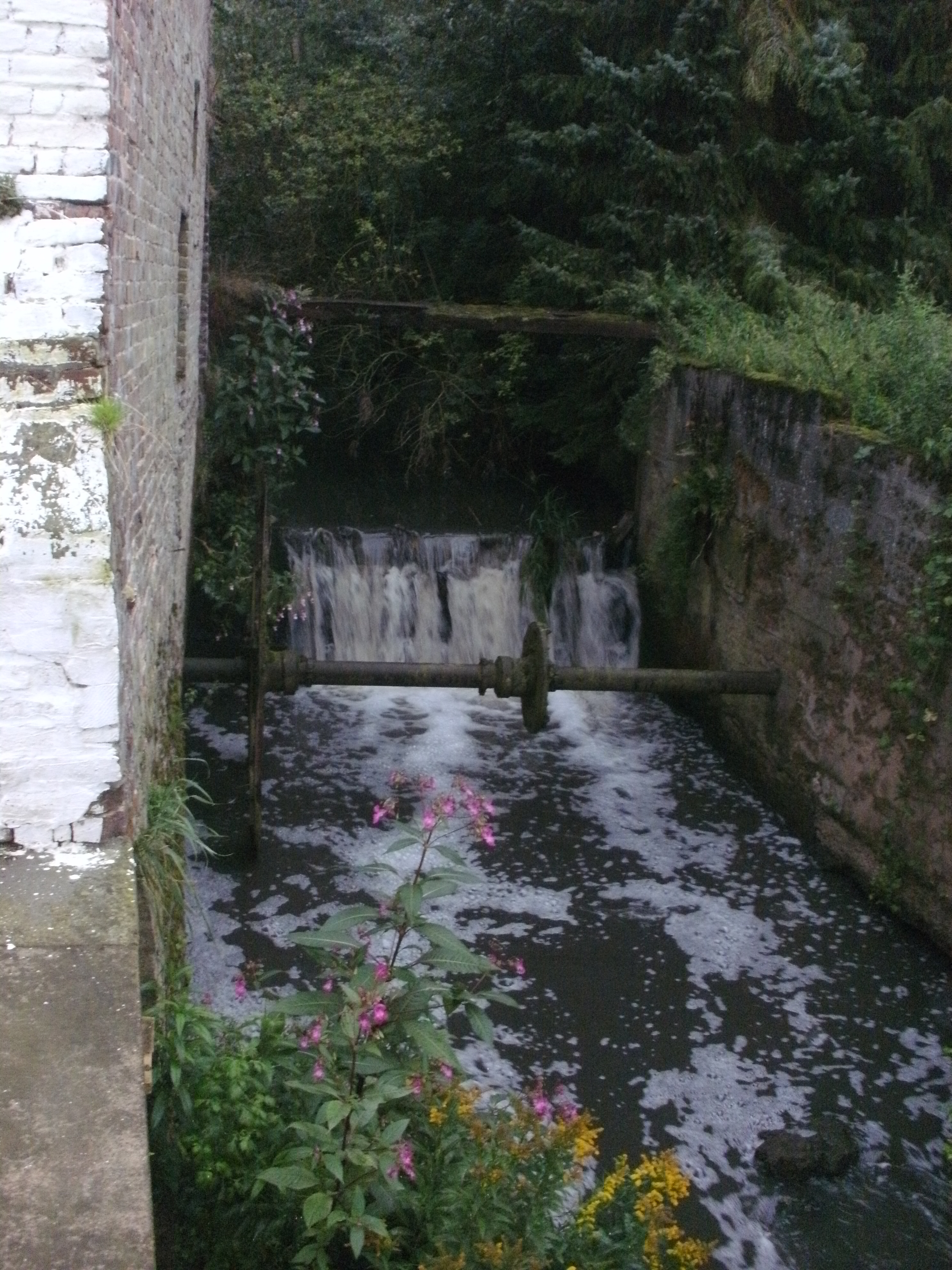
Waterrad

Cottemmolen ·
De Graevesmolen ·
De Watermeulen ·
Egemmolen ·
Engelsmolen ·
Gotegemmolen ·
Kruiskoutermolen ·
Molen te Broeck ·
Molens Van Sande ·
Ratmolen ·
Van Der Biestmolen ·
Zwingelmolen
- Inventaris van het Bouwkundig Erfgoed (Vlaanderen): 8246